# Jarhois

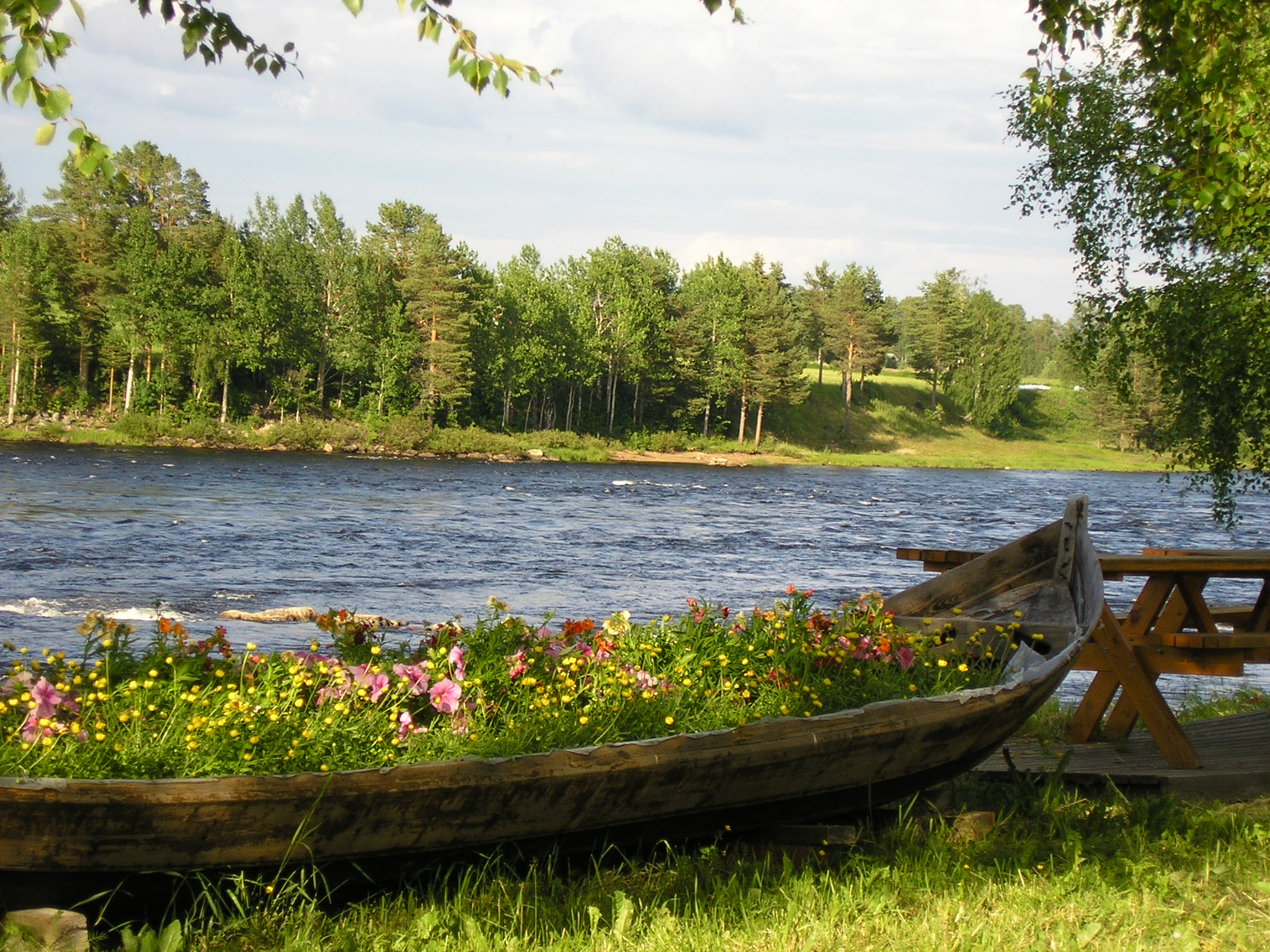
Jarhoisenkoski.

Jarhois (meänkieli och finska: Jarhoinen) är en ort vid Torne älv i Pajala kommun. Orten ligger strax norr om gränsen till Övertorneå kommun. På andra sidan om gränsen mellan Finland och Sverige som går mitt i älven ligger den finska byn Jarhoinen i Pello kommun. Jarhois ligger cirka 4 kilometer söder om Kardis, cirka sju kilometer öster om Olkamangi och cirka 15 kilometer norr om Pello.
Namnet Jarhois kommer av ordstammen (jarhoise-) i finskans lokalkasus av Jarhoinen. Ortnamnen Kardis och Niemis, bland andra, har bildats på samma sätt.
Harry Rantakyrö och Doris Uusitalo kommer från Jarhois. Även längdskidåkerskan Ida Ingemarsdotter är bördig från Jarhois genom sin far.
Vid folkräkningen 1890 hade orten 97 invånare och i juli 2016 fanns det enligt Ratsit 51 personer över 16 år registrerade med Jarhois som adress.